# بیراما توره
بیراما توره (انگلیسی: Birama Touré؛ زادهٔ ۶ ژوئن ۱۹۹۲) بازیکن فوتبال اهل مالی است.
از باشگاه‌هایی که در آن بازی کرده است می‌توان به باشگاه فوتبال نانت و باشگاه فوتبال استاد برستوا ۲۹ اشاره کرد.
وی همچنین در تیم ملی فوتبال مالی بازی کرده است.